# Duane Cooper
Samuel Duane Cooper (Benton Harbor, 25 giugno 1969) è un ex cestista statunitense, professionista nella NBA, in Polonia e in Grecia.

## Carriera
È stato selezionato dai Los Angeles Lakers al secondo giro del Draft NBA 1992 (36ª scelta assoluta).

## Palmarès
- Campione CBA (2000)